# Inlet (Nowy Jork)
Inlet – miasto w Stanach Zjednoczonych, w stanie Nowy Jork, w hrabstwie Hamilton.